# Póvoas (Rio Maior)
Póvoas é uma aldeia da freguesia de Fráguas, Município de Rio Maior, Distrito de Santarém. A sua população é de cerca de 200 habitantes.
Uma aldeia calma, onde muita das pessoas mais velhas trabalham da agricultura.
Tem os festejos anuais no verão no mês de Agosto. 

## Comércio
Pastelária Bellária
Kenticonforto
Casa da Sociedade
Seabra e Agostinho - Transportes
Transportes Vitor Agostinho
Doces Carvalheiro
Aldeia Limpa
Arrumação Útil - Limpezas, Lda
Hortogostinho, Lda

## Atracções
Fontenario público
Poço da bomba
Paisagem agrícola
Floresta
Campo de Futebol

## Festa
Festa realiza-se no mês de Agosto com:
Bandinhas de animação
Rancho flocorico
Chinquilho
Matraquilhos
Jogo do prego
Organistas de musica ou Banda
Restaurante
Bar jovem